# Stagnicola reflexa
Stagnicola reflexa är en snäckart. Stagnicola reflexa ingår i släktet Stagnicola och familjen dammsnäckor. Inga underarter finns listade i Catalogue of Life.